# Hjultorvet
Hjultorvet er en central plads i Viborg, der ligger ud til byens store handelsgade, Sct. Mathias Gade.
Tilbage i middelalderen rummede torvet Sct. Mathias Kirke med tilhørende kirkegård. Efter at kong Frederik 1. i 1529 gav borgerne i Viborg tilladelse til at benytte Sortebrødre Kirke og Gråbrødre Klosterkirke som sognekirker, blev Sct. Mathias nedrevet.  Det er uvist præcist hvornår, men meget tyder på, det skete senere end 1579, hvor kong Frederik 2. var ved at bortgive en del af kirkegården. I forbindelse med anlæggelsen af Nytorv i 1584 omtales kun Gammeltorv (Domkirkepladsen). Det antyder, at Hjultorvet endnu ikke var anlagt her. I 1641 og 1642 omtales arealet i regnskaberne fra Sortebrødre Kirke stadig som Sct. Mathias Kirkegård.
Torvet har spillet en stor rolle for handlen i byen, hvor blandt andet folk fra oplandet solgte deres varer. Navnet er symbolsk for et torv, hvor mange vognene trillede ind. I andre byer ses navnet Akseltorv om lignende pladser. Der er fortsat torvedage med salg af blomster, ost, fisk med videre på torvet, ligesom der i december er et stort julemarked.
Blandt de mest markante bygninger er Hjultorvet 11, opført 1868 som hovedsæde for Kreditforeningen for jydske Landejendomsbesiddere efter tegninger af Julius Tholle. Fra 1906 var bygningen domicil for Hedeselskabet og i 1980 overtog Viborg Kommune den. Viborg Stifts Museum havde til huse i bygningen frem til 2018, og i 2020 blev bygningen solgt til Holm Hansen & Sønner.
På den nordlige side af pladsen foran Hjultorvet 11, står 2 bronzestatuer udført af Ludvig Brandstrup, forestillende henholdsvist Christian Lüttichau og Georg Morville, som begge var med til at stifte Hedeselskabet.